# Ashley Fisher
Ashley Fisher (* 25. září 1975, Nový Jižní Wales, Austrálie) je současný australský profesionální tenista. Ve své dosavadní kariéře vyhrál 4 turnaje ATP ve čtyřhře.

## Finálové účasti na turnajích ATP (11)

### Čtyřhra - výhry (4)
| Legenda                                                       |
| ATP International Series Gold / ATP World Tour 500 Series (1) |
| ATP International Series / ATP World Tour 250 Series (3)      |

| Č. | Datum             | Turnaj                 | Povrch | Partner        | Soupeři ve finále         | Výsledek        |
| 1. | 20. červenec 2003 | Amersfoort, Nizozemsko | antuka | Devin Bowen    | Chris Haggard André Sá    | 6-0, 6-4        |
| 2. | 8. říjen 2006     | Tokio, Japonsko        | tvrdý  | Tripp Phillips | Paul Goldstein Jim Thomas | 6-2, 7-5        |
| 3. | 16. září 2007     | Peking, Čína           | tvrdý  | Rik De Voest   | Chris Haggard Jen-sun Lu  | 6-73, 6-0, 10-6 |
| 4. | 20. červenec 2008 | Indianapolis, USA      | tvrdý  | Tripp Phillips | Scott Lipsky David Martin | 3-6, 6-3, 10-5  |

### Čtyřhra - prohry (7)
| Legenda                                                       |
| ATP Masters Series / ATP World Tour Masters 1000 (1)          |
| ATP International Series Gold / ATP World Tour 500 Series (0) |
| ATP International Series / ATP World Tour 250 Series (6)      |

| Č. | Datum             | Turnaj                      | Povrch  | Partner          | Vítězové                               | Výsledek         |
| 1. | 13. duben 2003    | Casablanca, Maroko          | antuka  | Devin Bowen      | František Čermák Leoš Friedl           | 6-3, 7-5         |
| 2. | 2. říjen 2005     | Ho Či Minovo Město, Vietnam | koberec | Robert Lindstedt | Lars Burgsmüller Philipp Kohlschreiber | 5-63, 6-4, 6-2   |
| 3. | 28. září 2008     | Peking, Čína                | tvrdý   | Bobby Reynolds   | Stephen Huss Ross Hutchins             | 7-5, 6-4         |
| 4. | 8. únor 2009      | Johannesburg, JAR           | tvrdý   | Rik de Voest     | Dick Norman James Cerretani            | 6-77, 6-2, 14-12 |
| 5. | 4. duben 2009     | Miami, USA                  | tvrdý   | Stephen Huss     | Max Mirnyj Andy Ram                    | 6-74, 6-2, 10-7  |
| 6. | 10. květen 2009   | Mnichov, Německo            | antuka  | Jordan Kerr      | Jan Hernych Ivo Minář                  | 6-4, 6-4         |
| 7. | 26. červenec 2009 | Indianapolis, USA           | tvrdý   | Jordan Kerr      | Ernests Gulbis Dmitrij Tursunov        | 6-4, 3-6, 11-9   |

## Postavení na žebříčku ATP ve čtyřhře na konci roku
| Rok    | 1996 | 1997   | 1998   | 1999   | 2000   | 2001   | 2002  | 2003  | 2004  | 2005  | 2006  | 2007  | 2008  |
| Pořadí | 984. | ▲ 846. | ▲ 436. | ▲ 207. | ▲ 119. | ▲ 116. | ▲ 80. | ▲ 47. | ▼ 64. | ▲ 60. | ▲ 25. | ▼ 50. | ▼ 64. |